# Dominic Foley
Dominic Foley (Cork, 7 juli 1976) is een Iers voetballer die als spits opgesteld wordt. In zijn carrière speelde hij voor clubs in Ierland, Engeland, Griekenland, Portugal en België.

## Clubcarrière
In 1995 werd Foley bij zijn Ierse club St. James's Gate weggeplukt door de Engelse First Divisionploeg Wolverhampton Wanderers. Hij debuteerde bij de Wolves op 18 november 1995 als invaller tegen Oldham (1-3 verlies) maar slaagde er niet in een basisplaats te verwerven. In de loop van 1998 en 1999 werd hij achtereenvolgens uitgeleend aan Watford, Notts County en Ethnikos Piraeus.
In juni 1999 tekende hij definitief bij Watford, dat in de Premier League speelde. Hij speelde dat seizoen 12 wedstrijden en scoorde eenmaal. Dat leidde zelfs tot enkele selecties bij de Ierse nationale ploeg. Vanaf 2001 raakte hij zijn basisplaats weer kwijt en werd uitgeleend aan Queens Park Rangers (twee maal), Swindon Town, Southend United en Oxford United.
In 2003 tekende Foley voor het Portugese Sporting Braga, waar hij één seizoen bleef en daarna terugkeerde naar Ierland, waar hij uitkwam voor Bohemians.
In juli 2005 speelde Foley met Bohemians een goede wedstrijd tegen KAA Gent voor de Intertotocup. Gent haalde hem prompt binnen (Foley verbrak zijn contract met Bohemian voor de rechtbank) en Foley speelde in zijn eerste seizoen 25 wedstrijden en maakte zes doelpunten. In het daaropvolgende seizoen (2006-2007) speelde hij 30 wedstrijden en scoorde tien keer. In het begin van het seizoen 2007-2008 werd Foley aanvoerder van de ploeg en hij speelde opnieuw 30 wedstrijden en maakte 11 doelpunten. Hij speelde met Gent de bekerfinale tegen Anderlecht, waarin hij het openingsdoelpunt scoorde, maar Gent verloor uiteindelijk met 2-3. In het seizoen 2008-2009 haalde Foley onder Michel Preud'homme nog maar zelden de basiself.
In januari 2009 maakte Foley de overstap van KAA Gent naar Cercle Brugge, waar hij een contract voor 3,5 seizoenen tekende.
In februari 2012 transfereerde Foley naar de Ierse tweedeklasser Limerick FC.

## Interlandcarrière
Op 30 mei 2000 maakte Foley zijn debuut voor de Ierse nationale ploeg in een vriendschappelijke wedstrijd tegen Schotland (1-2 verlies). Hij viel in dat duel na 77 minuten in voor aanvaller Niall Quinn. Foley speelde datzelfde jaar nog vijf interlands, waarin hij twee keer scoorde, maar kwam daarna niet meer in actie voor het nationaal elftal.
| Interlands van Dominic Foley voor Ierland | Interlands van Dominic Foley voor Ierland | Interlands van Dominic Foley voor Ierland | Interlands van Dominic Foley voor Ierland | Interlands van Dominic Foley voor Ierland | Interlands van Dominic Foley voor Ierland |
| №                                         | Datum                                     | Wedstrijd                                 | Uitslag                                   | Competitie                                | Goals                                     |
| Als speler van Watford FC                 | Als speler van Watford FC                 | Als speler van Watford FC                 | Als speler van Watford FC                 | Als speler van Watford FC                 | Als speler van Watford FC                 |
| ----------------------------------------- | ----------------------------------------- | ----------------------------------------- | ----------------------------------------- | ----------------------------------------- | ----------------------------------------- |
| 1                                         | 30 mei 2000                               | Ierland – Schotland                       | 1 – 2                                     | Vriendschappelijk                         | 0                                         |
| 2                                         | 4 juni 2000                               | Mexico – Ierland                          | 2 – 2                                     | Vriendschappelijk                         | 71'                                       |
| 3                                         | 6 juni 2000                               | Verenigde Staten – Ierland                | 1 – 1                                     | Vriendschappelijk                         | 31'                                       |
| 4                                         | 12 juni 2000                              | Zuid-Afrika – Ierland                     | 1 – 2                                     | Vriendschappelijk                         | 0                                         |
| 5                                         | 11 oktober 2000                           | Ierland – Estland                         | 2 – 0                                     | WK-kwalificatie                           | 0                                         |
| 6                                         | 15 november 2000                          | Ierland – Finland                         | 3 – 0                                     | Vriendschappelijk                         | 0                                         |